# دانيال كامبرونيرو
دانيال ارتورو كامبرونيرو سولانو ( بالإنجليزية : Daniel Arturo Cambronero Solano ) لاعب كرة قدم كوستاريكي، يلعب كحارس فريق لنادي «سي أس هاريديانو» بالدوري الممتاز الكوستاريكي ومنتخب كوستاريكا لكرة القدم المشارك في بطولة كأس العالم 2014 المقامة في البرازيل .

## مسيرته الكروية
لعب دانيال كامبرونيرو خلال مسيرته الاحترافية مع 4 أندية في خمسة عشر موسمًا ولم يسجل خلالها أي هدف ضمن 242 مباراة. ولم يفز بأي موسم بالكأس وفاز في ستة مواسم بالدوري.
خاض دانيال كامبرونيرو مسيرته مع Asociación Deportiva Municipal Puntarenas ‏ في موسم 2007–08 ولمدة موسمين، مشاركًا في 19 مباراة ولم يسجل أي هدف. ثم انتقل إلى نادي جامعة كوستاريكا ‏ في موسم 2008–09 في المرة الأولى واستمر معه طيلة ثلاثة مواسم ثم في موسم 2019–20 لمدة موسم واحد، حيث شارك طوالها في 69 مباراة ولم يسجل أي هدف أيضًا. لينتقل بعدها إلى نادي هيريديانو في موسم 2011–12 ليلعب معه ثمانية مواسم، مشاركًا في 133 مباراة ولم يسجل أي هدف أيضًا.

## روابط خارجية
- دانيال كامبرونيرو على موقع الاتحاد الدولي (مؤرشف)  (الإنجليزية)
- دانيال كامبرونيرو على موقع قاعدة بيانات كرة القدم.إي يو (الإنجليزية)
- دانيال كامبرونيرو على موقع ناشيونال فوتبول تيمز (الإنجليزية)
- دانيال كامبرونيرو على موقع Soccerway.com (الإنجليزية)
- دانيال كامبرونيرو على موقع كووورة
- دانيال كامبرونيرو على موقع AS.com (الإسبانية)